# Ciledug Wetan
Ciledug Wetan is een bestuurslaag in het regentschap Cirebon van de provincie West-Java, Indonesië. Ciledug Wetan telt 3193 inwoners (volkstelling 2010).